# Pleurale ruimte
De pleurale ruimte, pleuraholte of cavitas pleuralis is de ruimte die bestaat tussen de beide longbladen (pleurae). De pleura (borstvlies) bedekt de binnenkant van de borstholte, maar ook de buitenkant van de long.
De pleurale ruimte is een van de virtuele ruimten in het lichaam: door een duidelijke begrenzing omgeven ruimtes die echter onder normale omstandigheden vrijwel leeg zijn. De beide pleurabladen liggen tegen elkaar aan en glijden over elkaar bij de ademhalingsbeweging door een zeer dunne film van vocht. In de pleuraholte heerst normaliter een lichte onderdruk van enige millibar, omdat de longen de neiging hebben zich wat terug te trekken.
Onder bepaalde omstandigheden kan de pleurale ruimte een echte ruimte worden, waarin verschillende substanties terecht kunnen komen. Bij een pneumothorax (klaplong) lucht, bij een hemothorax bloed, bij een ontsteking exsudaat, bij hartfalen een transsudaat en bij kwaadaardige tumoren tumormassa of vocht. Dit gaat altijd gepaard met een navenante afname van de ventilatiecapaciteit van de longen.